# Kunajtirai offenzíva (2016. szeptember)
A 2016. szeptemberi kunajtirai offenzíva egy a szír felkelők által indított offenzíva volt a szíriai polgárháborúban, melynek fő céljaként a kormány kezén lévő Hader elfoglalását jelölték meg.

## Az offenzíva
Szeptember 10-én a Jabhat Fateh al-Sham (az al-Nuszra Front utódja) az Ansar Bait al-Maqdis és az Ahrar al-Sham csoportokkal közösen offenzívát indított a Golán-fennsík  határán lévő Khan Arnabah ellen. A felkelők órák alatt elfoglalták az egyik ellenőrző pontot és egy hegyet, de kormánypárti források szerint egy újabb hegy bevételénél már sikertelenül jártak, és a hadsereg visszaverte a támadásukat.
Eközben elszórtan lövedékek estek a Golán-fennsíkra is, mire válaszul Izrael elkezdte a Szír Hadsereg kunajtirai tüzérségét bombázni.
Másnap a felkelő Homira környékén törtek előre, és ennek jelentős, fontosabb részét bevették. Ez lényegében a Tal Al-Hamirat-hegyet jelentette. Ugyanakkor a felkelők fontosabb támadását Hader felé a Tal Taranjeh-hegytetőn háromórás csata után visszaverték. A felkelők a jelentések szerint nagy veszteségeket szenvedtek, miután a Tal Gren hegy közelében egy aknamezőre mentek. Emiatt két BMP harckocsijuk megsemmisült.
A jelentések szerint szeptember 12–re a Hadsereg minden, korábban elveszített területét visszaszerezte. Ezek közé tartozott Tal Al-Hamirat. A nap későbbi részében az egész országra kiterjedő tűzszünet ellenére a felkelők egy újabb, az eddigieknél nagyobb támadást indítottak. Ismét megtámadták a Tal Taranjeh hegyet, de tíz órányi harc után ismét elvesztették.
Másnap a Szír légvédelmi Erők két föld-levegő rakétát lőttek ki az Izraeli Légierő Kunajtira fölé repülő gépeire. A Syrian Arab News Agency, a hivatalos szír médiaügynökség szerint egy repülőgépet és drónt lőttek le, de ezt az izraeliek tagadták.
Szeptember 14-én a felkelők egy újabb támadását verte vissza a Szír Hadsereg Tal Taranjeh mellett. A hivatalos tűzszünet ellenére szeptember 17-én mindkét fél lőtte az ellenségét. Az egyik eltévedt akna izraeli területre csapódott.  Ezt az Izraeli Légierő úgy torolta meg, hogy Hader közelében a Golán Ezred helyszíneit vette tűz alá. Néhány órával később a felkelők egy újabb támadást indítottak a kormány kezén lévő 4. Dandár hegy ellen, de ez sikertelenül zárult. Szeptember 20-án azt jelentették, hogy az Al-Humriyah-hegyet a felkelők visszafoglalták, és a Hadsereg Tuloul al-Hamar területén lévő állásait bombázzák.

## Következmények
A felkelők novemberi, szintén Hader ellen indított támadását éppúgy visszaverték, miközben 19–80 felkelőt és legalább 10 katonát megöltek.